# Przyborowo (osada w powiecie gostyńskim)
Przyborowo – osada w Polsce położona w województwie wielkopolskim, w powiecie gostyńskim, w gminie Krobia.